# 富蘭克林島
76°5′S 168°19′E / 76.083°S 168.317°E
富蘭克林島是南極洲的島嶼，位於博福特島以北80公里的南冰洋海域，長11公里，島上無人居住，島上有阿德利企鵝棲息，該島在1841年1月27日由英國探險家詹姆斯·克拉克·羅斯發現。